# Tablero de control
El tablero de control es una herramienta  de la administración de empresas, aplicable a cualquier organización y nivel de la misma, cuyo objetivo y utilidad básica es diagnosticar adecuadamente una situación. Se le define como el conjunto de indicadores cuyo seguimiento y evaluación periódica permitirá contar con un mayor conocimiento de la situación de su empresa o sector apoyándose en nuevas tecnologías informáticas.
El diagnóstico y monitoreo permanente de determinados indicadores e información ha sido y es la base para mantener un buen control de situación en muchas de las disciplinas de la vida. Como ejemplo de estos podemos señalar a la: medicina, basada en mediciones para el diagnóstico de la salud de los pacientes, a la aviación, cuyos indicadores de tablero de control sintetiza la información del avión y del entorno para evitar sorpresas y permite a los pilotos dirigir el avión a buen puerto; el tablero de un sistema eléctrico o de una represa son otros ejemplos. En todos estos casos el Tablero permite a través del color de las luces y alarmas ser el disparador para la toma de decisiones. En todos estos ejemplos es fundamental definir los indicadores a monitorear.
La empresa como organización formal e informal es sujeta de parametrización en muchos de sus valores para facilitar el diagnóstico y la toma de decisiones. Si bien hay indicadores genéricos para todas las empresas, especialmente en áreas como las económicas financieras, cada empresa o sector requiere definiciones a medida de sus propios parámetros y definir quién y cómo va a monitorear esa información.
El Tablero de Control nace al no existir una metodología clara para enseñar a los directivos a organizar y configurar la información. En un campo en que las ciencias empresariales han podido evolucionar notoriamente dada la revolución de la información generada a finales del siglo XX. Es necesario generar metodologías gerenciales para que las empresas no se basen sólo en su intuición y conocimientos de cada directivo o por la sola inteligencia existente en herramientas informáticas.

## Antecedentes
Si bien el concepto de Tablero no es nuevo ya que las nociones de Gerenciar por excepción, o de Tablero de comando, o Tableau de bord en Francia, fueron muy generalizadas y difundidas en su momento. A finales de las décadas de los 80 y principio de los 90 habían perdido fuerza. Además de la evolución tecnológica señalada anteriormente, existieron una serie de razones, para que esto ocurriera:
- El exceso de información: muchos de los sistemas manejaban gran cantidad de datos e indicadores sin un mecanismo de selección que permitiera tener una idea general con solo un golpe de vista.
- La visión funcional: Las estructuras funcionales generan islas y falsas apropiaciones sectoriales de la información, dificultando una agrupación por proceso de negocio que permitiera una visión más global. Las nuevas tendencias de management en cambio, impulsan a contar con divisiones por negocio o con gerencias funcionales que tengan una visión más por procesos e integral de la empresa.
- La creación de falsas expectativas: la calidad de “comando” de un tablero es mayor que la de control, ya que implica la selección de muy pocos indicadores para dirigir. Al ser demasiado ambicioso el querer dirigir la empresa solo con indicadores pudo no cubrir expectativas, dando por tierra con el mejor de los proyectos. En muchos casos estos proyectos terminaron en una dirección por objetivos con gran necesidad de formalización.

La falta de medios informáticos: en la década de los 60/70 no eran tan adecuados para manipular la información directiva, lo que hacía que muchos de estos sistemas fueran muy difíciles de mantener actualizados y poco prácticos para dirigir.
El método de trabajo comienza identificando como áreas clave a aquellos "temas relevantes a monitorear y cuyo fracaso permanente impediría la continuidad y el progreso de su empresa o sector dentro de un entorno competitivo, aun cuando el resultado de todas las demás áreas fuera bueno”. La misma fue creada inicialmente para ser aplicada a la empresa en su conjunto, con una visión global, pero demostró ser aplicable también a un sector o función dentro de la empresa.
Los indicadores claves son los datos, índices, mediciones o ratios que generan información de la situación de cada área clave. A partir de definir áreas e indicadores y apoyando con nuevas tecnologías informáticas se puede conformar una potente herramienta de diagnóstico. El Tablero propiamente dicho serán entonces las áreas e indicadores que sinteticen un diagnóstico completo de situación, por lo cual podría ser llevado en papel, pero su uso se potencia mucho más utilizando modernas herramientas informáticas del mundo de Business Intelligence De esta forma se puede acceder a la información relevante para completar el diagnóstico e implementar acciones correctivas.
En todos los Tableros después de la definición de los temas e indicadores clave se deberá definir:
- Reporte o Pantalla: que muestre la información clave para el diagnóstico, con su formato y configuración. La arquitectura del reporte debe reflejar la necesidad de información y cultura de uso de la empresa y es recomendable que sea estándar a distintos niveles de la organización. Este es un paradigma de la revolución de la información que busca, por ejemplo en la web, sistematizar y estandarizar el acceso a la información para facilitar y divulgar su uso.
- Período del Indicador: día, mes, acumulado del ejercicio, proyectado a fin del período fiscal o para los próximos meses, etc.
- Apertura: forma en la cual se podrá abrir y clasificar la información para acceder a sucesivos niveles de desagregación, en tablas o matrices multidivisionales por producto, sector geográfico, dimensión de análisis, etc.
- Frecuencia de actualización: tiempo que transcurre entre distintas actualizaciones de los datos. Ejemplo: en línea, diaria, semanal, mensual.
- Referencia: base sobre la cual se desean calcular las desviaciones. Puede ser un estándar, la historia, el mes anterior, el promedio de los últimos doce meses, el presupuesto inicial o revisado, un objetivo o una meta (como versión más optimista que el presupuesto), etc.
- Parámetro de alarma: niveles por encima o por debajo de los cuales el indicador es preocupante, por ejemplo más o menos 5% sobre una base de referencia.
- Gráfico: La mejor forma de representar gráficamente la realidad que nos muestra la información. Por ejemplo, tortas, barras, líneas, etc.
- Responsable de monitoreo: Es quien debe informar al nivel superior cuando haya en el indicador alguna sorpresa desagradable
- Avisos automáticos, que emitan las bases para detectar problemas de acuerdo a parámetros incluidos en el sistema.

## Tipos de Tableros
A partir de la experiencia de implementación y de las diferentes necesidades de las empresas me he encontrado con la posibilidad de implementar cuatro tipos genéricos de Tableros:
- Tablero de Control Operativo: Es aquel que permite hacer un seguimiento, al menos diario, del estado de situación de un sector o proceso de la empresa, para poder tomar a tiempo las medidas correctivas necesarias. El Tablero debe proveer la información que se necesita para entrar en acción y tomar decisiones operativas en áreas como las finanzas, compras, ventas, precios, producción, logística, etc.
- Tablero de Control Directivo: Es aquel que permite monitorear los resultados de la empresa en su conjunto y de los diferentes temas claves en que se puede segmentarse. Está más orientado al seguimiento de indicadores de los resultados internos de la empresa en su conjunto y en el corto plazo. Su monitoreo es de aproximadamente cada mes. Puede incluir indicadores de todos los sectores para los directivos claves o sectorizado para un directivo.
- Tablero de Control Estratégico: Nos brinda la información interna y externa necesaria para conocer la situación y evitar llevarnos sorpresas desagradables importantes respecto al posicionamiento estratégico y a largo plazo de la empresa.
- Tablero de Control Integral: Información relevantes para que la alta dirección de una empresa pueda conocer la situación integral de su empresa. Engloba a las tres perspectivas anteriores

## Alcance del Tablero
```
Tablero tiene determinado alcance que limita pero a su vez refuerza su utilidad: 
```

- Refleja solo información cuantificable: como herramienta formal de concreción el tablero tiene un alcance limitado como para poder recoger toda la información informal y cualitativa. Si bien es útil para intentar cuantificar lo que antes considerábamos no cuantificable a través de encuestas, calificaciones subjetivas en números etc., hay límites claros que indican que el tablero debe ser complementado con otras herramientas de control formales e informales.
- Evalúa situaciones, no responsables: nos permite saber cómo está la empresa o un sector pero no identifica directamente quién es el responsable de que esto ocurra. Para evaluar responsables hay otras herramientas más útiles en cuyo diseño debemos aplicar criterios de controlabilidad, asignándole cada partida a quien la controla significativamente, y de equidad, reconociendo el resultado a quien le corresponda.
- No focaliza totalmente la acción directiva: en principio establece qué mirar para diagnosticar y generar un buen ambiente de análisis. Esto puede ser un gran avance, pero para focalizar la acción directiva hay que definir aquellos indicadores que reflejen en objetivos prioritarios los impulsos estratégicos de la empresa.
- No reemplaza el juicio directivo: siempre habrá que aplicar el sentido común para emitir juicio a partir de la información. En general la información para alguien que está actuando en el negocio, no hace más que confirmar algo que ya conoce, con lo cual hasta puede darse cuenta si la misma es veraz o errónea de acuerdo a sus vivencias y conocimientos de la realidad. Por ello, el uso de la herramienta debe estar fundamentado en el desarrollo de una estrategia empresarial previa y en la construcción de una propuesta de valor, tras lo cual la creación de los tableros de medición permiten evaluar con el avance de cara a la estrategia.
- No pretende reflejar totalmente la estrategia: un Tablero de Control puede ser útil si ayuda a comprender la situación de una empresa de acuerdo a un perfil estratégico dado. No es por lo tanto una herramienta ideal para implementar una estrategia global. Para ello habrá que seleccionar y priorizar aquellos indicadores del Tablero, en los que habrá que ser excelentes y que le otorguen una personalidad propia a la empresa.

## Utilidad del Tablero de Control Empresarial
Según Peter Drucker sólo tendrán éxito en los próximos años las organizaciones capaces de diagnosticar su salud global. Conocer el estado de situación es el primer paso clave en todo proceso directivo para lo cual deberán tener incorporado sistemas permanentes de diagnóstico en los diferentes niveles. Los desafíos que enfrentaban históricamente las empresas y que llevaron a desarrollo de los Sistemas de Mediciones de Performance son permanentes y parecidos a los que tiene la empresa actual: la necesidad de diagnosticar la situación, concretar objetivos y bajar consignas claras. Los mismos se pueden enfrentar más eficazmente hoy en día gracias a las nuevas tecnologías informáticas. No escapa a nadie preocupado por los nuevos sistemas gerenciales el valor creciente que adquiere la información, sobre todo en economías en constante proceso de globalización. Hoy se puede y debe disponer permanentemente de información interna y externa que permita estar constantemente actualizado. Esa información, de no ser organizada adecuadamente, corre el riesgo de volverse inerme e incluso constituir un obstáculo.
Un TdeC en un proceso de knowledge management puede convertir a la información en conocimiento. Es muy útil para acortar diferencias entre lo abstracto y lo concreto, entre el análisis y la síntesis, entre la intuición y la racionalidad, entre lo intangible y lo tangible, entre lo cualitativo y lo cuantitativo. Quizás la gran virtud de esta herramienta es su sencillez y que ha venido a llenar un vacío en la literatura de management para el directivo ya que puede ser un primer pero fundamental paso en su desarrollo directivo. Es el nexo entre los Objetivos estratégicos que pueden surgir de modernas herramientas de gestión estratégica como el Cuadro de Mando Integral (Balanced Scorecard en inglés) y las bases de datos informáticas. Como navegar se define a través de lo que se llama arquitectura de información. El TdeC cobra relevancia en empresas en crisis y en entornos cambiantes. En las primeras será necesario y muy importante contar con indicadores operativos que permitan superar el corto plazo y con indicadores estratégicos que permitan no afectar seriamente el largo. Para ello hará falta monitorear indicadores no financieros que impactarán en algún momento en los financieros.
Los casos publicados en Harvard de Microsoft América Latina y Embotelladora Andina son ejemplo de ello.

## Diferencia con los cuadros de mando
El término “tableros de comando” se utiliza a menudo como sinónimo de “cuadros de mando”. Aunque ambos parecen muy similares, deben ser vistos como dos herramientas diferentes de gestión. Ambos difieren en varias cosas: en la metodología utilizada para seleccionar información, los modelos decisionales según a quienes va dirigida la información, la granularidad (nivel de detalle) de los datos y la oportunidad de la entrega. Un buen sistema de gestión debe incluir una mezcla de datos basados en un tablero de comando y un cuadro de mando. Deben ser diseñados y desarrollados en tándem (unidos unos con otros) de modo que permitan empalmar la información operativa con la estratégica.